# Carlos Alberto Arroyo
Carlos Arroyo (n. Fajardo, Puerto Rico; 30 de julio de 1979) es un exjugador de baloncesto puertorriqueño que disputó nueve temporadas en la NBA. Con 1,88 metros de altura, jugaba en la posición de base.

## Carrera deportiva

### Universidad
Arroyo tuvo una excelente carrera colegial, jugando para el equipo de Florida International University entre 1998 y 2001. Allí se convirtió en el mejor anotador en la historia de la universidad. 

### Profesional

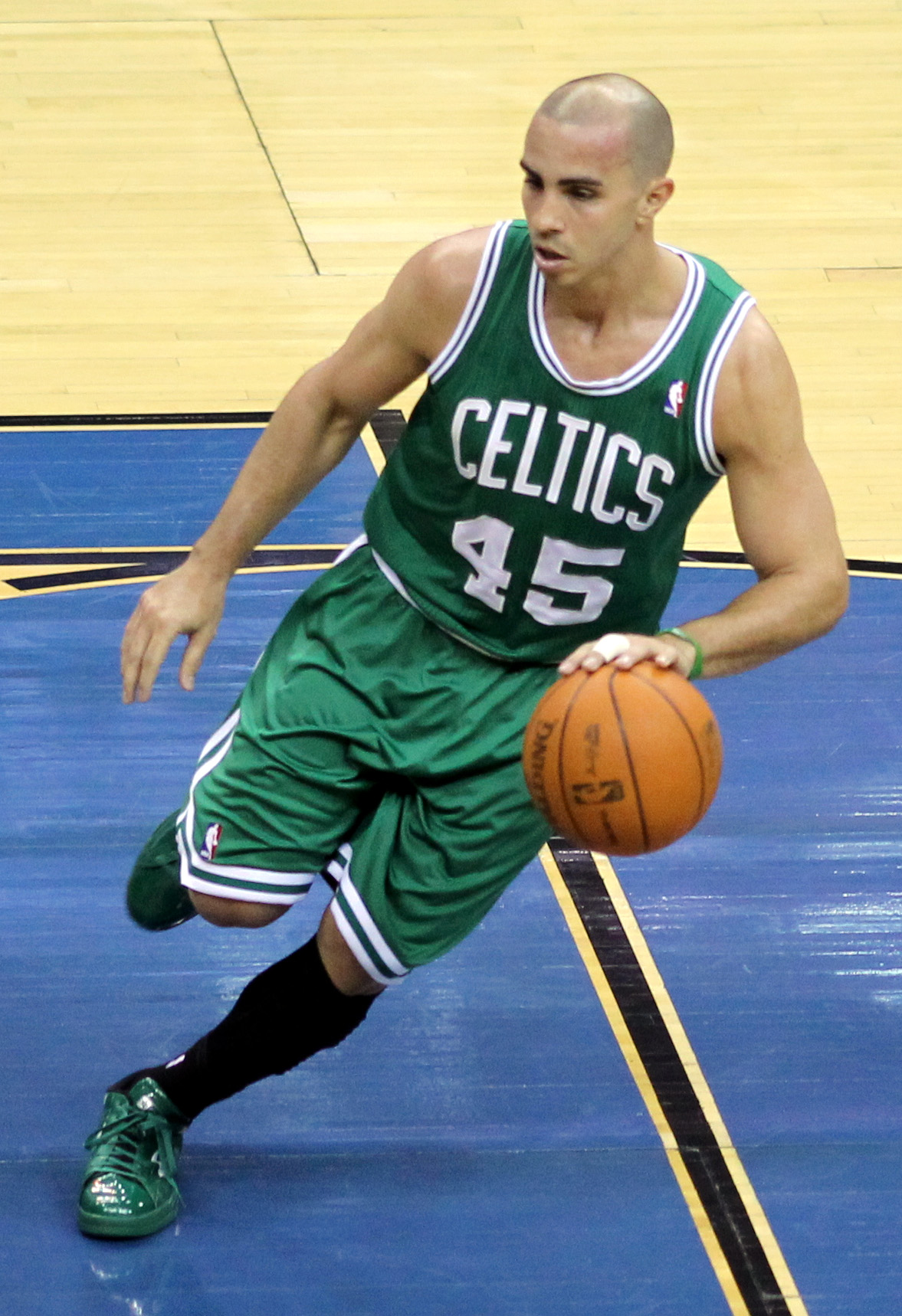
Arroyo, en su etapa con los Celtics.

Tras graduarse, Arroyo fue contratado en la NBA por los Toronto Raptors, convirtiéndose en el quinto puertorriqueño en jugar en la NBA. Los Raptors cortaron a Arroyo en enero de 2002. Por dos meses Arroyo pasó a jugar en el Tau Cerámica de la liga española, pero fue contratado nuevamente en la NBA por los Denver Nuggets.
En agosto de 2002, Arroyo es cortado por Denver, pero rápidamente es contratado por los Utah Jazz. En Utah, Arroyo pasó su primera temporada jugando como reserva del legendario John Stockton, pero cuando éste decide retirarse en 2003, Arroyo pasó a ser el base regular del equipo durante la temporada 2003-2004.
En las Olimpiadas de 2004 Arroyo guio a la Selección de baloncesto de Puerto Rico a un sorpresivo y humillante triunfo sobre el legendario Dream Team de los Estados Unidos. No obstante, durante la temporada 2004-2005 de la NBA, Arroyo entró en controversias con Jerry Sloan, dirigente de los Utah Jazz y esto causó que Arroyo fuera transferido en enero de 2005 a los Detroit Pistons a cambio de Elden Campbell. Con Detroit, Arroyó tomó la posición de base suplente y logró llegar hasta la etapa final de la liga, pero los Pistons cayeron en siete partidos ante los San Antonio Spurs.
El 15 de febrero de 2006, Arroyo fue intercambiado al equipo de Orlando Magic (junto con Darko Miličić) por Kelvin Cato y una primera ronda en un futuro draft.
En 13 de agosto de 2008 fichó por el Maccabi Tel Aviv. Por un año y 2.5 millones de dólares, con dos opciones adicionales.
Después de un año volvió en la NBA fichando por los Miami Heat. Él jugó por los Heat hasta el 2 de marzo de 2011.
El 6 de marzo de 2011 Carlos Arroyo firmó con Boston Celtics. El 26 de diciembre, ficha por el Beşiktaş Turco, hasta final de temporada, cubriendo así la baja de Deron Williams, el cual, se incorporó a su equipo NBA a la conclusión del Lockout.
En enero de 2013 firmó por el Galatasaray SK, donde estaría dos temporadas tras abandonar el equipo turco por los impagos.
En enero de 2015 firma por los Cangrejeros de Santurce de su país.
En verano de 2015, ficha por el FC Barcelona por una temporada.
En 2016 se marcha a jugar a los Leones de Ponce puertorricenses.
Sus dos últimas temporadas como profesional (2017–2019) las pasaría en Cariduros de Fajardo, también de la Baloncesto Superior Nacional de Puerto Rico.

## Estadísticas de su carrera en la NBA

### Temporada regular
| Año     | Equipo  | PJ  | PT  | MPP  | %TC  | %3P  | %TL  | RPP | APP | ROB | TPP | PPP  |
| ------- | ------- | --- | --- | ---- | ---- | ---- | ---- | --- | --- | --- | --- | ---- |
| 2001–02 | Toronto | 17  | 0   | 5.6  | .448 | .000 | .667 | .7  | 1.2 | .3  | .0  | 1.8  |
| 2001–02 | Denver  | 20  | 1   | 13.8 | .439 | .000 | .750 | 1.4 | 2.5 | .2  | .1  | 4.1  |
| 2002–03 | Utah    | 44  | 0   | 6.5  | .459 | .429 | .818 | .6  | 1.2 | .3  | .0  | 2.8  |
| 2003–04 | Utah    | 71  | 71  | 28.3 | .441 | .325 | .804 | 2.6 | 5.0 | .9  | .1  | 12.6 |
| 2004–05 | Utah    | 30  | 16  | 24.7 | .401 | .389 | .841 | 1.5 | 5.1 | .7  | .1  | 8.2  |
| 2004–05 | Detroit | 40  | 0   | 17.7 | .376 | .083 | .767 | 1.5 | 3.2 | .6  | .0  | 5.4  |
| 2005–06 | Detroit | 50  | 0   | 12.0 | .363 | .333 | .724 | 1.4 | 3.1 | .4  | .1  | 3.2  |
| 2005–06 | Orlando | 27  | 0   | 22.0 | .502 | .357 | .810 | 2.2 | 2.9 | .7  | .0  | 10.8 |
| 2006–07 | Orlando | 72  | 5   | 18.1 | .425 | .275 | .795 | 1.9 | 2.8 | .5  | .0  | 7.7  |
| 2007–08 | Orlando | 62  | 20  | 20.5 | .451 | .345 | .853 | 1.8 | 3.5 | .4  | .0  | 6.9  |
| 2009–10 | Miami   | 72  | 35  | 22.0 | .475 | .280 | .844 | 1.8 | 3.1 | .5  | .1  | 6.1  |
| 2010–11 | Miami   | 49  | 42  | 20.2 | .458 | .438 | .800 | 1.6 | 2.0 | .5  | .0  | 5.6  |
| 2010–11 | Boston  | 15  | 1   | 12.7 | .314 | .600 | .917 | 1.5 | 1.7 | .5  | .0  | 2.4  |
| Total   | Total   | 569 | 191 | 18.7 | .438 | .338 | .806 | 1.7 | 3.1 | .5  | .1  | 6.6  |

### Playoffs
| Año   | Equipo  | PJ | PT | MPP  | %TC  | %3P  | %TL   | RPP | APP | ROB | TPP | PPP |
| ----- | ------- | -- | -- | ---- | ---- | ---- | ----- | --- | --- | --- | --- | --- |
| 2003  | Utah    | 3  | 0  | 9.0  | .333 | .000 | .750  | .7  | 1.7 | .0  | .0  | 3.0 |
| 2005  | Detroit | 19 | 0  | 7.9  | .356 | .000 | .667  | .5  | 2.1 | .2  | .1  | 2.1 |
| 2007  | Orlando | 3  | 0  | 13.3 | .357 | .000 | 1.000 | 1.7 | 2.0 | .3  | .0  | 4.0 |
| 2008  | Orlando | 4  | 0  | 7.5  | .500 | .000 | 1.000 | .5  | 1.0 | .0  | .0  | 1.5 |
| 2010  | Miami   | 5  | 5  | 23.0 | .462 | .000 | 1.000 | 1.8 | 2.2 | .6  | .0  | 5.2 |
| Total | Total   | 34 | 5  | 10.6 | .388 | .000 | .773  | .8  | 1.9 | .2  | .1  | 2.7 |

## Incursión en la música
En el 2009, Arroyo comenzó un nuevo proyecto en la industria de la música. Se ha destacado por múltiples temas, incluyendo "Oculto secreto" y "Se va conmigo" junto Yomo y posteriormente en el remix, contó con Ivy Queen.
Desde ese año, ha lanzado varios temas de manera esporádica.  Arroyo afirmó que cuando grabó su primer tema con Yomo se trataba de un pasatiempo, y que no contemplaba entrar de lleno a la música debido a su agenda en el baloncesto.
En 2020, ya retirado del baloncesto, regresa con un tema en colaboración con Zion & Lennox, el cual, fue muy bien recibido.

### Sencillos
| - 2009: "Ocultó Secreto" - 2009: "Se Va Conmigo", junto a Yomo. - 2010: "Se Va Conmigo (Remix)", junto a Yomo e Ivy Queen - 2010: "Tu fuego (Remix)", de Zammy - 2011: "Bailemos en la Luna" - 2012: "Imaginarme", de Probly Pablo - 2012: "Estoy Ready", de Ali - 2017: "Atrévete", de Ali - 2020: "Baila Reggaeton", junto a Zion & Lennox - 2020: "Aruba", junto a Farruko - 2020: "Héroe", junto a Rauw Alejandro |